# Sisyphus crispatus
Sisyphus crispatus är en skalbaggsart som beskrevs av Hippolyte Louis Gory 1833. Sisyphus crispatus ingår i släktet Sisyphus och familjen bladhorningar.

## Underarter
Arten delas in i följande underarter:
- S. c. hirtus
- S. c. mexicanus